# Lena Dranger Isfält
Lena Dranger Isfält, folkbokförd Lena Miriam Isfält, född 30 augusti 1942 i Oscars församling i Stockholm, död 18 juli 2011 i Engelbrekts församling i Stockholm, var en svensk arkitekt. I äktenskap med Jan Dranger blev hon mor till Joanna Rubin Dranger.
Dranger Isfält, som var dotter till direktör David Rubin och Dora Katz, avlade arkitektexamen vid Kungliga Tekniska högskolan 1967. Hon var anställd hos A4 arkitektkontor 1967–1968, vid Kungliga Tekniska högskolan 1968–1969, på Carl Nyréns arkitektkontor 1969–1971, hos AI-gruppen 1971–1975, bedrev egen verksamhet från 1975 och var delägare i Aurora Arkitekter AB från 1987. Hon författade skrifter om byggnadsfrågor.